# Poecilaemula moniliata
Poecilaemula moniliata is een hooiwagen uit de familie Cosmetidae.